# Le Val d'Andorre

Le Val d'Andorre est un opéra comique de Fromental Halévy sur un livret de Saint-Georges.

## Premières productions
La première de l'opéra eut lieu le 11 novembre 1848 à l'Opéra-Comique à Paris. Presque complètement oublié de nos jours, il fut l'une des plus grandes réussites d'Halévy : il y'en eut 165 représentations, et le théâtre redressa sa situation financière, qui était alors précaire. Le critique de la Revue et gazette musicale de Paris écrivit que l'œuvre était le succès total le plus brillant qu'ait jamais connu l'Opéra-Comique. Elle fut traduite en allemand et interprétée en 1849 à Leipzig, où Ignaz Moscheles en fit l'éloge en ces termes : « musique qui a un réel caractère dramatique, où la mélodie coule davantage que dans les autres opéras d'Halévy. Le sujet est habilement élaboré et très impressionnant. » En 1850, l'œuvre eut sa première à Londres et obtint de mauvaises critiques, mais fut honorée par une visite de la reine Victoria (pour laquelle il fallut faire rapidement répéter le God Save the Queen à la distribution française).

## Rôles

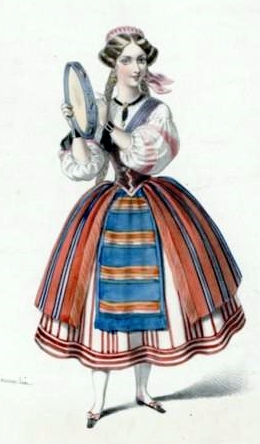
Anne-Benoîte-Louise Lavoye en Georgette

| Rôle                                                                         | Voix          | Distribution à la première, le 11 novembre 1848, |
| ---------------------------------------------------------------------------- | ------------- | ------------------------------------------------ |
| Georgette, riche héritière, cousine de Stéphan                               | soprano       | Anne-Benoîte-Louise Lavoye                       |
| Jacques Sincère, vieux chevrier                                              | basse         | Charles-Amable Battaille                         |
| L'Endormi, sergent de milice                                                 | basse         | Georges-Marie-Vincent Palianti                   |
| Lejoyeux, capitaine de milice française et recruteur                         | baryton       | Toussaint-Eugène-Ernest Mocker                   |
| Rose de Mai, servante de Thérésa                                             | soprano       | Céleste Darcier                                  |
| Saturnin, garde-pêche du gave                                                | ténor         | Pierre-Marius-Victor Jourdan                     |
| Stéphan, jeune chasseur des Pyrénées                                         | ténor         | Marius-Pierre Audran                             |
| Thérésa, fermière du val d'Andorre                                           | mezzo-soprano | Antoinette Jeanne Hermance Révilly               |
| Le grand syndic du val d'Andorre                                             | basse         | Henry Deshaynes « Henri »                        |
| Habitants du val d'Andorre, soldats, recrues, magistrats, moissonneurs, etc. |               |                                                  |

## Synopsis
La scène se passe sous Louis XV, dans la république du val d'Andorre, au milieu des Pyrénées, sur les frontières de la France et de l'Espagne.
Stéphan cherche à échapper au recrutement de l'armée française. Il est aimé par la jeune Rose de Mai, la veuve Thérésa et la riche Georgette. Lorsqu'il est condamné à mort pour désertion, Rose obtient sa libération en volant de l'argent à Thérèse et en prétendant que cet argent vient de Georgette. Dans un rebondissement final improbable mais classique, (puisé dans Les Noces de Figaro), Rose s'avère être la fille que Thérésa avait perdue il y a longtemps, Georgette se retire, Rose de Mai et Stéphan sont libres de se marier.